# Arrondissement Brussel

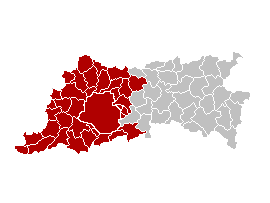
Arrondissement Brussel

Het arrondissement Brussel was een arrondissement in België dat in 1963, in het kader van de vastlegging van de taalgrens, werd omgevormd tot:
- drie bestuurlijke arrondissementen:
  - Brussel-Hoofdstad
  - Halle-Vilvoorde
  - Brussel-Rand (werd in 1971 bij Halle-Vilvoorde gevoegd)
- de kieskring Brussel-Halle-Vilvoorde (in 2012 opgeheven ten voordele van de kieskring Brussel-Hoofdstad en de kieskring Vlaams-Brabant)
- het gerechtelijk arrondissement Brussel (hiervan werd in 2012 het parket gesplitst)

Samen met de nog bestaande arrondissementen Leuven en Nijvel vormde het de in 1995 gesplitste provincie Brabant.

## Ontstaan
Het arrondissement Brussel werd opgericht in 1800, ten tijde van de Eerste Franse Republiek. Het was toen het eerste arrondissement van het Dijledepartement. Het bestond uit tien kantons:
| Nog bestaande kantons | Opgegaan in andere kantons |
| --------------------- | -------------------------- |
| Asse                  | Anderlecht                 |
| Brussel               | Terhulpen                  |
| Halle                 | Sint-Stevens-Woluwe        |
| Lennik                | Ukkel                      |
| Vilvoorde             | Wolvertem                  |

In 1823, ten tijde van het Verenigd Koninkrijk der Nederlanden, werd de zuidgrens van het arrondissement gewijzigd zodat ze samenviel met de toenmalige taalgrens. Zo stond het arrondissement Nijvel het kanton Herne af, met uitzondering van de gemeentes Quenast, Rognon en Roosbeek. Brussel stond aan Nijvel het kanton Terhulpen af, met uitzondering van de gemeentes Hoeilaart en Overijse.
Andere wijzigingen gebeurden bij de vastlegging van de taalgrens, eerder in 1963. Toen werden de toenmalige gemeenten Bever en Sint-Pieters-Kapelle (voordien arrondissement Zinnik, provincie Henegouwen) aangehecht en werden de gemeenten Bierk en Sint-Renelde aan het arrondissement Nijvel afgestaan. Verder werden enkele kleinere gebiedsdelen met het arrondissement Nijvel uitgewisseld.
- Library of Congress Control Number: n2017068961
- Virtual International Authority File: 5780151112583237180000